# Afuega'l pitu
L'afuega'l pitu ou queso afuega'l pitu est un fromage espagnol fabriqué dans les Asturies. Il s'agit d'un fromage à pâte molle au lait de vache entier et pasteurisé, parfois aromatisé au paprika. Il est protégé par une appellation d'origine protégée à l'échelle européenne depuis 2007.

## Description
L'afuegal pitu est un fromage pesant de 200 à 600 g se présentant sous la forme d'un cône tronqué de 5 à 12 cm de hauteur et de 8 à 14 cm diamètre, ou sous la forme d'une boule de hauteur similaire. La pâte est molle et peut être parfumée à la poudre de paprika (pimentón). La couleur de la pâte est blanc-jaunâtre si le fromage n'est pas pimenté, ou rouge-orangé si pimentée. Il existe différents types d'afuega'l pitu selon la forme du fromage, l'ajout ou non de piment et le malaxage de la pâte :
- Atroncau blancu : en cône tronqué à pâte blanche (sans pimentón) non malaxée ;
- Atroncau roxu : en cône tronqué à pâte orangée (avec pimentón) malaxée ;
- Trapu blancu : en boule à pâte blanche (sans pimentón) malaxée ;
- Trapu roxu : en boule à pâte orangée (avec pimentón) malaxée.

La pâte est douce, légèrement acide, crémeuse et plutôt sèche. Plus le fromage est affiné, moins la pâte est molle et plus son goût est prononcé. Si du pimentón a été ajouté, le fromage prend une saveur forte et piquante.
Le fromage présente trois degrés d'affinage : 
- Tierno (frais), le moins affiné ;
- Semicurado (mi-dur), affinage intermédiaire ;
- curado (dur), le plus affiné.

Les différentes sortes d'afuega'l pitu présentent toutes une teneur en matière sèche d'au moins 30 %, une teneur en matière grasse de 45 % sur extrait sec et une teneur en protéine d'au moins 35 % sur extrait sec. Le pH est compris entre 4,1 et 5.

## Nom
Le nom afuega'l pitu signifie littéralement "étouffer le coq" en asturien. 
Son origine est inconnue mais a donné lieu à diverses hypothèses :
- Il pourrait être en référence à l'égouttage du fromage, effectué avec un sac dont le collet est resserré (fardela), faisant penser à un étranglement.
- Il pourrait venir du côté un peu étouffe-chrétien du fromage, parfois dur à avaler.
- Il pourrait venir de son utilisation traditionnelle dans l'alimentation des poulets.

## Fabrication
L'afuega'l pitu est fabriqué à partir de lait de vaches de races frisonne, Asturiana de los Valles ou de leurs croisements. Ces vaches sont élevées dans les bassins versants des fleuves Narcea, Nalón et de la rivière Caudal, tous dans le centre de la province des Asturies (dans les communes de Morcín, Riosa, Santo Adriano, Grado, Salas, Pravia, Tineo, Belmonte, Cudillero, Candamo, Las Regueras, Muros del Nalón et Soto del Barco). L'alimentation du bétail doit également provenir de cette zone géographique. Elle doit principalement être composée de pâture, de foin et d'ensilage. Il est possible d'ajouter exceptionnellement de faibles quantités de céréales ou de légumineuses en cas de mauvaises conditions météorologiques. Les troupeaux sont gérés suivant le système de semi-stabulation : les vaches paissent en extérieur la majeure partie de la journée, puis sont rentrées en étable pour la nuit.
Le lait est généralement pasteurisé, mais il est possible de trouver de l'afuega'l pitu au lait cru. Le caillage, effectué par ajout de présure, dure de 15 à 20 heures à une température de 22 à 32°C. 
- Pour les fromages non malaxés, le caillé obtenu est égoutté une première fois durant 12 heures dans des moules perforés. Il est ensuite salé et égoutté à nouveau 12 heures dans des moules plus petits, puis égoutté une dernière fois sur des plateaux perforés. Le fromage est ensuite affiné.
- Pour les fromages malaxés, le caillé est égoutté une première fois durant 24 heures, puis malaxé après ajout de sel et éventuellement de pimentón, et est égoutté à nouveau pendant 24 heures. Le fromage est ensuite affiné.

Pour tous les types de fromage, l'affinage dure de 5 à 60 jours.

## Histoire
Le fromage Afuega'l Pitu est mentionné dès le XVIIIe siècle en tant que monnaie pour le paiement des impôts, sous les dénominations quesu de puñu ou fromage d'Afueg'l Pitu. Il est cité en 1900 sous le nom d'afuega el pitu comme un fromage très courant en Asturies. En 2003, il est protégé en Espagne par une denominacion de origen, puis en Europe par une appellation d'origine protégée depuis 2007.